# 赫苏斯·拉斐尔·索托
赫苏斯·拉斐尔·索托，委内瑞拉艺术家，奥普艺术和动力艺术的重要代表人物。1923年生于玻利瓦尔城。他曾于加拉加斯学习，后成为马拉开波一艺术学校的领导者。1950年赴巴黎，最初研究光学现象。他发现一随意移动的物品以黑白条纹构图，在黑色底子前移过，会使人认为它发生振动。借助这个原理他在其后几十年的时间里制作了大量利用人眼幻觉的绘画。